# Argomento fantoccio
L'argomento fantoccio (dall'inglese straw man argument o straw man fallacy) è una fallacia logica che consiste nel confutare un argomento proponendone una rappresentazione errata o distorta.

## Analisi
In una discussione una persona sostituisce all'argomento A un nuovo argomento B, in apparenza simile. In questo modo la discussione si sposta sull'argomento B. Così l'argomento A non viene affrontato. Ma l'argomento B è fittizio: è stato costruito espressamente per mettere in difficoltà l'interlocutore (ecco perché "fantoccio"). Se l'operazione retorica riesce sembrerà che l'avversario sia riuscito a smontare l'argomento A. Tutto sta nel far sembrare che A e B coincidano.
L'argomento fantoccio è generalmente un argomento più debole di quello iniziale e per questa ragione più facile da contestare.
L'argomento può essere costruito:
- estremizzando l'argomento iniziale;
- citando fuori contesto parti dell'argomento iniziale[4];
- inserendo nella discussione una persona che difenda debolmente l'argomento iniziale e confutando la difesa più debole dando l'impressione che anche l'argomento iniziale sia stato confutato.
- citando casi-limite dal forte impatto emotivo;
- citando eventi avvenuti sporadicamente e/o accidentalmente e presentandoli come se fossero la prassi;
- forzando analogie fra argomenti solo apparentemente collegati tra loro;
- semplificando eccessivamente l'argomento iniziale;
- inventando una persona fittizia che abbia idee o convinzioni facilmente criticabili facendo credere che il difensore dell'argomento iniziale condivida le opinioni della persona fittizia.

## Esempi
Ad un argomento fantoccio si può fare riferimento per deviare una discussione nel corso di un dibattito.
- A: Il proibizionismo non è lo strumento migliore per evitare il diffondersi dell'alcolismo.
- B: Soltanto persone senza un'etica potrebbero proporre di consentire a tutti, compresi i minori, un accesso indiscriminato all'alcool.

La persona A non aveva proposto di offrire un accesso indiscriminato all'alcool, ma di tentare un approccio diverso da quello basato solo sulla proibizione e la repressione. La fallacia sta nell'estremizzare la posizione adottata da A fino a trasformarla in qualcosa di diverso da ciò che A intendeva dire e di molto più attaccabile nella discussione.
Un altro esempio:
- A: I giorni di sole sono belli.
- B: Se ci fosse il sole tutti i giorni, non pioverebbe mai, e senz'acqua ci sarebbero carestie e morte.

In questo caso, B riformula erroneamente l'affermazione di A, attribuendogli l'idea che A vorrebbe solo giorni di sole (e implicitamente nessuno di pioggia), e confuta questa affermazione. In realtà A non ha affermato alcunché sui giorni di pioggia.
Un ulteriore esempio:
- A: Bisognerebbe ridurre gli investimenti in campo militare e aumentare gli investimenti nella ricerca.
- B: A vuole lasciarci indifesi contro i nemici.

La persona B ha estremizzato l'argomento della persona A che parlava di ridurre, non eliminare, gli investimenti in campo militare.
Oppure:
- A Quel politico incita all'odio, ha quindi molti nemici
- B Ha molti nemici perché dà fastidio ai poteri forti

Vengono identificati presunti nemici segreti che perseguiterebbero il politico.